# Амансио Амаро
Ама́нсио Ама́ро Варе́ла на испански: Amancio Amaro Varela), известен най-вече като Ама́нсио, е испански футболист, нападател.

## Кариера
Амансио започва футболния си път на 15 години в отбора на „Виктория Ла Коруня“ от родния си град Ла Коруня, автономна област Галиция. Вече пораснал през 1958 година преминава в главния отбор на Ла Коруня (провинция), „Депортиво (Ла Коруня)“, който играе в Сегунда; когато „Депортиво“ се изкачва в Примера, Амансио привлича вниманието на много испански отбори, един от който е самият Реал (Мадрид). Дори великият Бернабеу идва лично в Ла Коруня да уговори Амаро да се присъедини към „Реал“ и го уговоря със своя авторитет и хубава сума. Амансио преминава в Мадрид през 1962 година. Това са сложни за „Реал“ години, когато отборът преживява преустройство и идват съвсем нови играчи. В годината на пристигането на Амансио към „Реал“ се присъединяват Игнасио Соко, Люсиен Мюлер и Янко Дауцик. Амансио дебютира в мача с „Бетис“ (5:2 за „Реал“), а малко по-късно играе и първия си европейски мач – с „Андерлехт“ (3:3). През сезон 1963/64 „Реал“ с Амансио достига финала на Купата на европейските шампиони, но губи от „Милан“ с 1:3, а в следващия сезон „Реал“ остъпва още на четвъртфинала, този път от „Бенфика“. Сезон 1965/66 е много по-удачен, „Реал“, воден от Мигел Муньос, отива на финала, където на 11 май 1966 г. излиза срещу „Партизан“, който благодарение на Васович открива резултата, но Амансио в 70-ата минута изравнява, лъжейки двама защитника и пробива неотразимо, а 5 минути преди края с удар от 30 метра Серена носи победата на „Реал“. Тази Купа на шампионите остава единствена в кариерата за Амансио.
В националния отбор Амансио дебютира през 1962 г. в мача с Румъния. Играл е само в 42 мача, в които отбелязва 11 гола. Той е лидер на националния отбор, спечелил Купата на Европа през 1964 г., побеждавайки на финала СССР с резултат 2:1.
След края на футболната си кариера Амансио не оставя клуба. Той започва да тренира юношите на мадридския „Реал“, но след само година напуска клуба. През 1982 г. новоизбраният президент на „Кралския клуб“ Луис де Карлос предлага на Амансио да тренирова дъщерния отбор на клуба, „Реал Мадрид Кастиля“, и Амаро се съгласява. Във втория сезон той става шампион в Сегунда. При него започват да играят знаменити впоследствие играчи – Бутрагеньо, Мичел, Мануел Санчес, Мартин Васкес, Пардеса и други. В сезон 1985/86 на Амаро е предложено да ръководи главния отбор, но той няма успех и е уволнен. След напускането си от „Реал“ Амансио работи в спортна фирма „Келме“, където отговаря за продукцията за мадридското направление на бизнеса. През 2000 г. именно гласът на Амансио се оказва решаващ за избирането на новия президент на клуба Флорентино Перес, който за благодарност назначава Амаро като отговорник за организацията на празника за столетието на „Реал“.

## Успехи

### Отборни
- Шампион (9): 1963, 1964, 1965, 1967, 1968, 1969, 1972, 1975, 1976
- Носител на Купата на Европейските шампиони (1): 1966
- Носител на Купата на краля (3): 1970, 1974, 1975

## Отборно
- Европейски шампион (1): 1964

### Лични
- Голмайстор на Испания (2): 1969 (14 гола), 1970 (16 гола)